# Битка за Лозницу 1941.
Битка за Лозницу се одиграла 31. августа 1941. године између четника и Немаца у Другом светском рату. Напад четника на Немце у Лозници уследио је одмах после немачког одбијања да се предају. Током ових борби погинуо је четнички командант потпуковник Веселин Мисита, који је предводио напад на Немце у Лозници. После једнодневне борбе, Немци су били принуђени на предају, четници су заробили 93 војника, који су били први немачки заробљеници у окупираној Европи. Напад на Немце у Лозници означио је почетак устанка српског народа против окупатора у Србији. Устанком српског народа против окупатора, отпочеле су прве четничке акције према Немцима са онеспособљавањем и затварањем главних путева који воде из Шапца и Ваљева према унутрашњости Подриња. После ослобођења Лознице, уследио је четнички напад на Немце у Бањи Ковиљачи, руднику Зајачи, селу Завлаци и Крупњу, који су натерани на повлачење. Ослобођено је цело средње Подриње, а српске устаничке акције против Немаца проширују се у наредном периоду на Шумадију, Мачву и долину Западне Мораве.

## Састанак у манастиру Троноша
Одлука о нападу на Немце у Лозници и дизању устанка у Подрињу донета је на састанку у манастиру Троноша 30. августа 1941. године. На конференцији су били присутни потпуковник Веселин Мисита, артиљеријски капетан прве класе Драгослав Рачић, игуман манастира и резервни поручник јеромонах Георгије Бојић, поручници Лазар Савић и Ратко Мартиновић и резервни поручник Никола Гордић, као и британски обавештајац инжењер Хербарт Мулер. За команданта операције против Немаца у Лозници изабран је потпуковник Веселин Мисита, који је био и најстарији по чину међу четницима. Потпуковник Веселин Мисита командовао је Јадарским четничким одредом, који је у свом саставу имао око 1.600 људи под оружјем.
У то време, генерални секретар Комунистичке партије Југославије Јосип Броз Тито се налазио у Дедињу у Београду, одакле је слао писма својим члановима партије.
У Лозници је било око 100 Немаца из 11. чете, 3. батаљона 738. пешадијског пука, који су били добро утврђени у зградама Дома културе (Вуков дом), гимназије и кафани Лазе Хајдуковића испред које су поставили митраљеско гнездо.

## Битка
Тачно у поноћ 30. августа 1941. године огласила су се звона са сеоских цркава у близини Лознице, то је био договорен сигнал за почетак акције. Током ноћи затворени су сви прилази према граду, опкољавање самог места прошло је без много муке. У 8,30 часова ујутру упућен је позив Немцима преко курира да се предају. Немци су овај четнички захтев одбили. Због одбијања да се предају, донета је одлука да се Немци нападну по унапред утврђеном плану. У 9 часова ујутру, пошто су се огласила звона са цркве у Лозници и испаљено седам хитаца из пушке, по раније договореном сигналу, уследио је свеопшти јуриш на немачке положаје. У првом налету савладани су Немци утврђени у Дому културе, после чега су се предали и Немци утврђени у гимназији. Потпуковник Мисита погинуо је на челу својих бораца, лично предводећи јуриш и бацајући бомбе на Немце који су се налазили у бункеру испред кафане Л. Хајдуковића, том приликом пресекао га је митраљески рафал. После његове погибије, команду преузима капетан Богдан Дрљача и старешина манастира Троноша Георгије Бојић. До ноћи, све је било готово и сви Немци су се предали.
У борбама за ослобођење Лознице заробљена су 93 Немца. Известан број је погинуо и рањен, а остали су спроведени у манастир Троношу, а рањени упућени у болницу. Са заробљеним Немцима поступано је хумано — свима којим је било потребно указана је лекарска помоћ. Четници су имали осам погинулих, на чело са потпуковником Веселином Миситом, и четири рањена борца. Заплењена је већа количина оружја.
Извештај о ослобођењу Лознице поручник Георгије Бојић послао је на Равну гору пуковнику Драгољубу Михаиловићу, који је одобрио даље ширење устанка и операције против Немаца у Подрињу. После ослобођења Лознице, Јадарски четнички одред је прегруписао снаге за наставак акција против Немаца у Подрињу и 1. септембра 1941. године напао немачки 3. батаљон 738. пешадијског пука у Бањи Ковиљачи, најјаче немачко упориште у Подрињу, које је после вишедневних борби натерано на повлачење. Током 11. и 12. септембра 1941. године у сеоским општинама јадарског краја и у Лозници извршена је мобилизација војно способног становништва. Тада је Јадарски четнички одред у свом саставу имао око 5.000 бораца, мада због недостатка оружја, борбено оперативни део чинило је око 2.500 бораца.
Лозница је била први град ослобођен од нацистичке окупације у Краљевини Југославији и у поробљеној Европи за време Другог светског рата.

## Устаничке жртве
Погинули:
1. Веселин Мисита, потпуковник војске Краљевине Југославије,
2. Веља Лазаревић, седамнаестогодишњи ученик лозничке Гимназије,
3. Мујо Зечановић — Мујага, лознички месар
4. Живко Вујић, председник Општине Ступница,
5. Милан Бата Ђорђевић, грађанин Лознице,
6. Рајко Сандић, грађанин Лознице,
7. Живан Комарчевић, грађанин Лознице,
8. Добривоје Степановић, двадесетчетворогодишњи мештанин Корените,
9. Никола (презиме непознато), жандармеријски наредник из Шумадије.

Рањени:
1. Саво Лемајић, жандармеријски наредник,
2. Живан Ивановић, кројач,
3. Вучило Ђукић, жандарм,
4. Ћиро Димитрић, из Корените (умро после 2 дана),
5. (име непознато) Груичић, из Клубаца.[2]